# 아시아두더지땃쥐류
아시아두더지땃쥐류는 진무맹장목 땃쥐과의 아시아두더지땃쥐속(Anourosorex)에 속하는 포유류의 총칭이다. 중국, 인도, 인도차이나 등에서 발견되며, 두더지를 닮았다. 붉은이땃쥐아과에 속하는 아시아두더지땃쥐족(Anourosoricini)의 유일한 속이다.

## 하위 종
4종이 알려져 있다.
- 아삼두더지땃쥐 (A. assamensis)
- 자이언트두더지땃쥐 (A. schmidi)
- 중국두더지땃쥐 (A. squamipes)
- 대만두더지땃쥐 (A. yamashinai)